# Goldene Kamera 2001
Die Verleihung der Goldenen Kamera 2001 fand am 6. Februar 2001 im Konzerthaus am Gendarmenmarkt in Berlin statt. Es war die 36. Verleihung dieser Auszeichnung. Das Publikum wurde durch Michael Lohmann (Chefredakteur Hörzu) begrüßt. Die Moderation übernahm Désirée Nosbusch. An der Veranstaltung nahmen etwa 1000 Gäste teil. Die Verleihung wurde am 9. Februar 2001 um 21:15 Uhr auf dem Fernsehsender ZDF übertragen. Die Leser wählten in der Kategorie Beliebteste Tatort-Kommissare ihre Favoriten.

## Preisträger

### Comedy
- Dirk Bach – Schauspieler und Produzent der Fernsehserie Lukas

(Laudatio: Lukas-Familie)

### Klassik
- Thomas Quasthoff

(Laudatio: TBA)

### Moderation/Entertainment
- Günther Jauch

(Laudatio: Hella von Sinnen)

### Beste Nachwuchsschauspielerin
- Julia Hummer – Crazy (Lilli-Palmer-Gedächtniskamera)

(Laudatio: Hape Kerkeling)

### Pop national
- Sasha

(Laudatio: Alexandra Kamp)

### Schauspieler TV-Film
- Dieter Pfaff – Verhängnisvolles Glück und Krieger und Liebhaber

(Laudatio: Barbara Rudnik)

### Schauspielerin Serie
- Christiane Hörbiger

(Laudatio: TBA)

### Schauspielerin TV-Film
- Suzanne von Borsody – Dunkle Tage und Jahrestage

(Laudatio: Axel Milberg)

### BeliebtesteTatort-Kommissare (Hörzu-Leserwahl)
- Charles Brauer – Kriminalhauptkommissar Peter Brockmöller
- Eberhard Feik – Kriminalhauptkommissar Christian Thanner
- Götz George – Kriminalhauptkommissar Horst Schimanski
- Manfred Krug – Kriminalhauptkommissar Paul Stoever

(Laudatio: TBA)

### Auszeichnungen für internationale Gäste

#### Film international
- Arthur Cohn – Produzent des Films Ein Tag im September

(Laudatio: TBA)
- Kate Winslet – Titanic

(Laudatio: Jürgen Prochnow)
- Peter Ustinov – Künstlerisches Lebenswerk und Engagement als UNICEF-Botschafter

(Laudatio: Caterina Valente und Pavla Ustinov)

#### Pop international
- Ricky Martin

(Laudatio: Barbara Becker)

## Weblink
- Goldene Kamera 2001 – 36. Verleihung